# Areteu
Areteu (em grego: Ἀρεταῖος), da Capadócia, é um dos mais notórios médicos da Grécia Antiga; no entanto, apenas alguns detalhes de sua vida são conhecidos. Existe alguma incerteza com relação à sua idade e país de origem, mas parece provável que exerceu a Medicina no século I, durante o reinado de Nero ou Vespasiano. É geralmente denominado "o Capadócio" (Καππάδοξ).

## Método de diagnóstico
Areteu escreveu em grego jônico um tratado geral sobre doenças, que ainda existe, e é certamente uma das mais valiosas relíquias da antiguidade. O livro apresenta grande precisão nos detalhes dos sintomas, e no caráter do diagnóstico das doenças. Em seus anos de prática médica, empregou a maior parte do método de Hipócrates, mas deu menos atenção ao que tem sido denominado de "as ações naturais" do sistema; e, ao contrário da prática do Pai da Medicina, não hesitou em tentar neutralizá-las, quando elas lhe pareciam ser prejudiciais. Uma doença que ele descreveu mais tarde ficou conhecida como doença celíaca e é comum no mundo de hoje.
A explicação que ele dá para o tratamento de várias doenças indica um sistema simples e sagaz, e mais eficaz do que aqueles professos pelas antigas escolas de medicina da Grécia Antiga e de Roma. Ele frequentemente administrava laxantes; e não se opunha ao uso de entorpecentes; era muito menos avesso à sangria; e toda a sua Materia Medica era ampla e eficiente.
Pode-se afirmar geralmente que há poucos médicos da Antiguidade, desde o tempo de Hipócrates, que parecem ter sido menos influenciados pelo apego a qualquer conjunto peculiar de opiniões, e cujo relato dos fenômenos e tratamento da doença resistiu melhor ao teste da experiência subsequente. Areteu é colocado, por alguns escritores, entre os pneumáticos, porque manteve as doutrinas que são peculiares a esta seita; outros escritores sistemáticos, porém, acham que ele é mais bem identificado com os ecléticos.

## Obras
O trabalho de Areteu consiste de oito livros: dois De causis et signis acutorum morborum (Das causas e sinais das doenças agudas); dois De causis et signis diuturnorum morborum (Das causas e sinais de doenças crônicas), dois De curatione acutorum morborum (Da terapêutica das doenças agudas), e dois De curatione diuturnorum morborum (Da terapêutica das doenças crônicas). Eles estão em um estado razoavelmente completo de preservação, embora alguns capítulos estejam perdidos.
O trabalho foi publicado pela primeira vez em uma tradução para o latim por Júnio Paulo Crasso (Giunio Paolo Grassi), Veneza, 1552, juntamente com Rufo Efésio. A primeira edição grega é a de Jacobo Goupilo, Paris, 1554, que é mais completa do que a versão latina de Crasso. Em 1723, uma edição principal em fólio foi publicada na editora de Clarendon, em Oxford, editada por John Wigan, contendo um texto melhorado, uma nova versão em latim, dissertações e notas didáticas, e um copioso índice escrito por Michel Maittaire. Em 1731, Herman Boerhaave publicou uma nova edição, na qual o texto e a versão em latim foram impressos anteriormente à edição de Wigan; esta edição contém anotações de Pierre Petit e de Daniel Wilhelm Triller. A edição de C. G. Kühn, Leipzig 1828, incluía o texto de Wigan, a versão em latim, dissertações, etc., juntamente com os comentários de Petit, as emendas de Triller, e o índice de Maittaire. Uma edição de Franz Zacharias Ermerins foi publicada em Utrecht em 1847.
Uma edição padrão mais recente foi publicada por Karl Hude (1860-1936) no Corpus medicorum graecorum (2ª edição, Berlim, Akademie-Verlag, 1958, online). Os quatro livros De causis et signis já foram publicados em uma edição anotada bilíngue em grego e francês (Arétée de Cappadoce, Des causes et des signes des maladies aiguës et chroniques, tradução de R. T. H.  Laennec, ed. e com. Mirko D. Grmek, pref. por Danielle Gourevitch, Genebra, 2000).

## Leituras adicionais
- Sir Thomas Allbutt (1970). Greek Medicine in Rome. Nova York: Blom Nova York: Blom, 1970.
- E. F. Cordell (1909). «Aretaeus of Cappadocia». Bulletin of the Johns Hopkins Hospital. 20: 371–377
- Kudlien, Fridolf (1970). «Aretaeus of Cappadocia». Dictionary of Scientific Biography. 1. New York: Charles Scribner's Sons. pp. 234–235. ISBN 0-684-10114-9
- Eugene Leopold (1930). «Aretaeus the Cappadocian: His Contribution to Diabetes Mellitus». Annals of Medical History. 2: 424–435
- Cecilia Mettler (1947). History of Medicine. Filadélfia: Blakiston
- Max Neuburger (1910). History of Medicine. Londres: Frowde
- Victor Robinson (1929). Pathfinders in Medicine. Nona York: Medical Life Press
- J. Stannard (Março de 1964). «Materia Medica and Philosophic Theory in Aretaeus». Sudhoffs Archiv für Geschichte der Medizin und der Naturwissenschaften. 48: 27–53